# Lucie Wargnier
Lucie Wargnier (* 14. Februar 1999 in Noyon im Département Oise) ist eine französische Tennisspielerin.

## Karriere
Wargnier begann mit vier Jahren das Tennisspielen und spielt überwiegend auf Turnieren der ITF Women’s World Tennis Tour, bei denen sie bislang jeweils einen Einzel- und Doppeltitel gewinnen konnte.
2011 wurde sie französische Meisterin der U12 im Einzel und Doppel, 2012 gewann sie den Américan Cup der Juniorinnen U12.
2013 gewann sie den American Cup der U14, erreichte das Finale der französischen Meisterschaften für 13/14-Jährige und das Finale des BNP Paribas Cup.
2014 trat sie bei den French Open in den Juniorinnenwettbewerben an. Im Juniorinneneinzel erreichte sie die zweite Runde, im Juniorinnendoppel schied sie mit Partnerin Margot Yerolymos bereits in der ersten Runde aus. Ebenso scheiterten die beiden auch in Wimbledon Championships im Juniorinnendoppel bereits in der ersten Runde. Bei den US Open erreichten sie wiederum das Achtelfinale.
2015 trat Wargnier abermals bei den Juniorinnenwettbewerben der großen Gran Slams an. Bei den Australian Open schied sie im Juniorinneneinzel bereits in der ersten Runde aus, ebenso wie im Juniorinnendoppel. Bei den French Open kam sie im Juniorinneneinzel ebenso nicht über die erste Runde hinaus. Dagegen konnte sie im Juniorinnendoppel mit Partnerin Schena Benamar die zweite Runde erreichen wie auch in Wimbledon Championships im Juniorinneneinzel.
2018 erreichte sie als Qualifikantin die Hauptrunde im Dameneinzel des ITF Future Nord, wo sie mit einem Dreisatz-Sieg gegen Katharina Gerlach die zweite Runde erreichen konnte. Dort scheiterte sie an Jule Niemeier mit 2:6 und 2:6. Bei den Grand Est Open 88 2018 erreichte sie ebenfalls als Qualifikantin die Hauptrunde im Dameneinzel, scheiterte dort aber bereits in der ersten Runde knapp in drei Sätzen an ihrer Landsfrau Tessah Andrianjafitrimo.
2019 erreichte sie mit Partnerin Nathaly Kurata das Viertelfinale im Damendoppel der Bredeney Ladies Open.
2020 konnte Wargnier ihre ersten beiden Siege auf der ITF Women’s World Tennis Tour verbuchen, Sie gewann den Titel im Einzel in Kairo, sowie mit Partnerin Yasmine Mansouri den Titel im Damendoppel in Saint-Palais-sur-Mer.
2021 erreichte sie mit Partnerin Elsa Jacquemot das Viertelfinale der Engie Open Saint-Gaudens 31 Occitanie, wo die beiden dann aber nicht antreten konnten. Bei den Grand Est Open 88 erhielt sie vom Veranstalter eine Wildcard für das Hauptfeld im Dameneinzel, scheiterte dort aber bereits in der ersten Runde an Océane Dodin. Beim ITF Féminin Le Neubourg verlor sie an der Seite von Partnerin Chiara Scholl im Damendoppel ebenfalls bereits in der ersten Runde. Beim ITF Future Nord erreichte sie mit Partnerin Eliessa Vanlangendonck ebenso wie mit Partnerin Flavie Brugnone beim Internationaux Féminins de la Vienne das Viertelfinale.

## Turniersiege

### Einzel
| Nr. | Datum           | Turnier | Kategorie | Belag | Finalgegnerin    | Ergebnis      |
| --- | --------------- | ------- | --------- | ----- | ---------------- | ------------- |
| 1.  | 26. Januar 2020 | Kairo   | ITF W15   | Sand  | Chantal Škamlová | 6:1, 2:6, 6:3 |

### Doppel
| Nr. | Datum              | Turnier              | Kategorie | Belag | Partnerin        | Finalgegnerinnen                  | Ergebnis |
| --- | ------------------ | -------------------- | --------- | ----- | ---------------- | --------------------------------- | -------- |
| 1.  | 12. September 2020 | Saint-Palais-sur-Mer | ITF W15   | Sand  | Yasmine Mansouri | Anaëlle Leclercq Lucie Nguyen Tan | 6:0, 6:3 |